# Nicomachus Anicius Faustus Paulinus
Marcus Iunius Caesonius Nicomachus Anicius Faustus Paulinianus (fl. 298-300) était un homme politique de l'Empire romain.

## Vie
C'est le fils de Sextus Cocceius Anicius Faustus Paulinus et de sa femme Asinia Juliana Nicomacha (aussi appelée Asinia Nicomacha Juliana).
Il est consul suffect I à une date inconnue, puis consul II en 298 et Préfet de l'urb de Rome en 299-300.
Il s'est marié avec Amnia Demetrias, fille d'un Tiberius Claudius et de Flavia (sœur de Flavius, femme de Hannibalianus, les parents de Flavia, marié avec un noble Syrien, les parents de Flavius Afranius Hannibalianus[pas clair]), petite-fille paternelle de Tiberius Claudius Themistocles, fl. 220/225, petite-fille maternelle de Titus Flavius Stasicles Metrophanes, prêtre de Zeus, et de sa femme Claudia Capitolina, et arrière-petite-fille paternelle de Tiberius Claudius Frontonianus, fl. 165, et de sa femme Themistoclea, fille de Tiberius Claudius Sospes I et de sa femme Claudia Philippe.
Leurs fils étaient Amnius Anicius Julianus et Sextus Anicius Paulinus, et leur fille était Anicia, femme de Petronius Probianus.